# Diplostephium
Diplostephium é um género botânico pertencente à família Asteraceae.

## Espécies seleccionadas
- Diplostephium antisanense
- Diplostephium asplundii
- Diplostephium barclayanum
- Diplostephium crypteriophyllum
- Diplostephium ericoides
- Diplostephium espinosae
- Diplostephium juniperinum
- Diplostephium macrocephalum
- Diplostephium oblanceolatum
- Diplostephium ramiglabrum